# Martin Freund

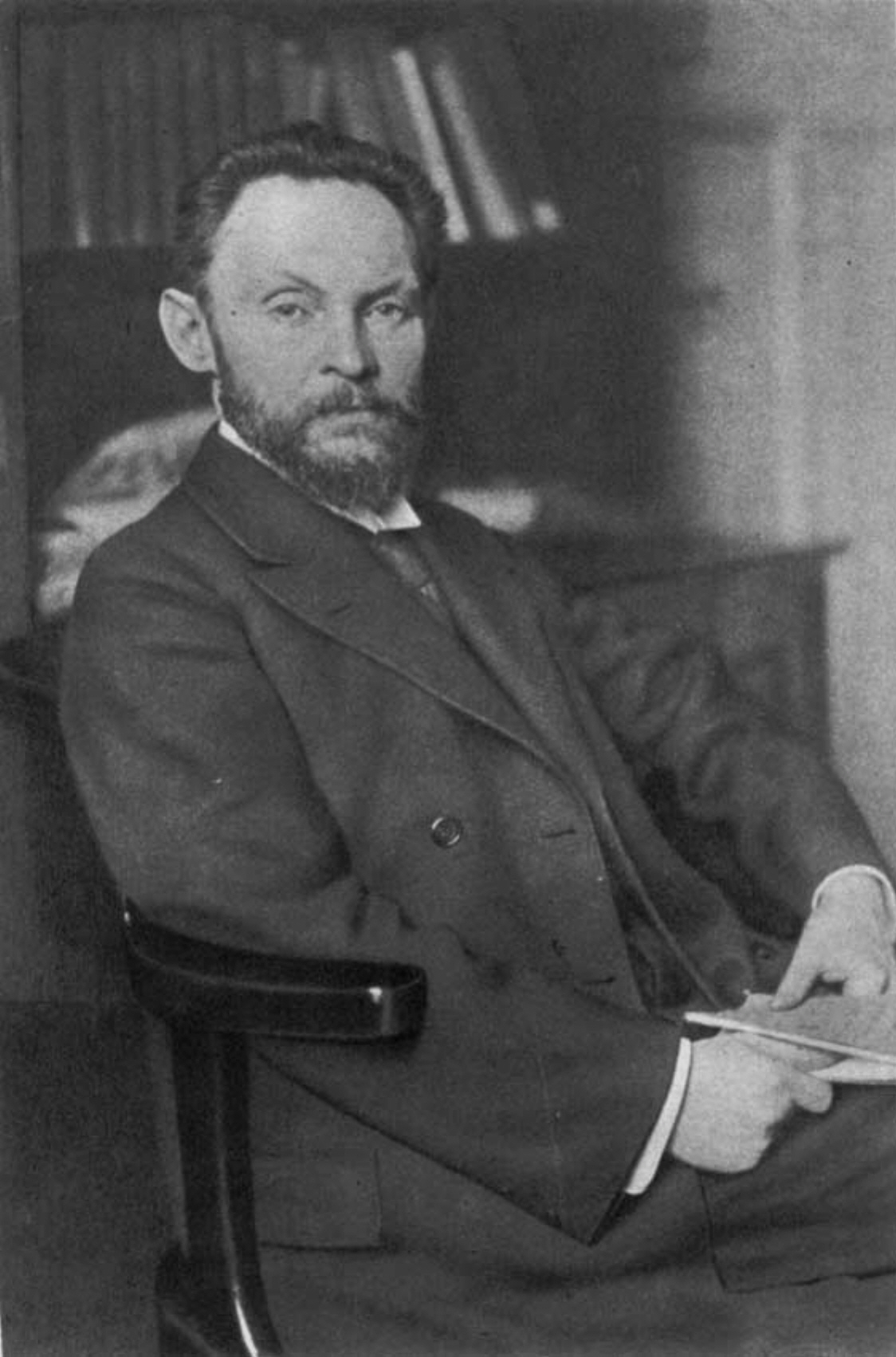
Martin Freund, um 1900

Martin Freund (* 13. August 1863 in Neiße; † 13. März 1920 in Frankfurt am Main) war ein deutscher Chemiker und Professor an der Universität zu Frankfurt am Main.

## Leben
Freund wurde als Sohn eines jüdischen Kaufmanns geboren. Nach dem Abitur am Realgymnasium am Zwinger in Breslau studierte er ab 1881 an der Universität Breslau und der Universität Berlin Chemie, an Letzterer wurde er 1884 promoviert (Beitrag zur Kenntnis der Malonsäure). Während seines Studiums wurde er 1881 Mitglied des Akademischen Naturwissenschaftlichen Vereins zu Breslau. Er war Assistent von Hermann Wichelhaus und Vorlesungsassistent von August Wilhelm von Hofmann. 1888 habilitierte er sich in Berlin und ging 1895 als Dozent zum Physikalischen Verein in Frankfurt am Main, wo er dessen chemisches Labor leitete. Ab 1905 war er Dozent an der Akademie für Sozial- und Handelswissenschaften. 1914 wurde er ordentlicher Professor für Chemie an der Naturwissenschaftlichen Fakultät der neugegründeten Universität Frankfurt und Direktor des Chemischen Instituts. Freund war ein Vertrauter von Fritz Haber, mit dessen Ehefrau er verwandt war.
Am Chemischen Institut hielt er enge Verbindungen mit der Industrie (z. B. den Firmen Cassella, Degussa, Hoechst, Metallgesellschaft).

## Werk
Freund befasste sich mit Alkaloiden und klärte die Zusammensetzung zum Beispiel von Narkotin und trug zur Aufklärung der Zusammensetzung von Codein und Morphin bei. 1910 fand er ein Verfahren der Synthese von Polycarbonsäuren über eine Friedel-Crafts-Reaktion von Malonsäure-Derivaten mit aromatischen Kohlenwasserstoffen. Mit Edmund Speyer synthetisierte er 1916 erstmals das Opioid Oxycodon, das anschließend als Schmerzmittel Eukodal von Merck auf den Markt gebracht wurde.

## Sonstiges
Die Freundsche Säure (1-Naphtylamin-3,5-Disulfonsäure), eine Kupplungskomponente der Farbstoffchemie, wird in der Literatur fälschlicherweise Martin Freund zugeordnet. Die Bezeichnung geht jedoch auf ein Patent von Louis Freund (St. Ludwig, Ober-Elsass) von 1883 zurück, es wurde nach Anmeldung auf die BASF übertragen.